# بيتر ناغي (فنان)
بيتر ناغي (بالإنجليزية: Peter Nagy)‏ هو فنان أمريكي، ولد في 1959 في بريدجبورت في الولايات المتحدة.